# Fluperolone acetate
Fluperolone acetate là một corticosteroid. Nó đã được sử dụng tại chỗ.